# Гофман, Леонид Давидович
Леони́д Дави́дович Го́фман — советский композитор и теоретик, дирижёр, педагог, руководитель научно-образовательного центра «Арнольд Шёнберг курс».

## Биография
Леонид Гофман родился в Москве 22 июня 1945 года. Учился в музыкальной школе им. Дунаевского, потом в музыкальном училище им. Ипполитова-Иванова, как скрипач. В училище стал посещать композиторский класс. Узнав, что в Москве проживает ученик композиторов Альбана Берга и Антона Веберна Филипп Моисеевич Гершкович, Леонид Гофман решил избрать его своим педагогом и учился в его классе 6 лет. Позднее продолжил обучение в Ереване, где и закончил консерваторию. Для Леонида Гофмана как композитора, воспитанного в традициях австро-немецкой культуры, обучение у Гершковича стало определяющим. Ценности новой венской школы лежат в основе его подходов в теории музыки и музыкальном образовании.
Его произведения, написанные для симфонического или камерного оркестров, камерные ансамбли или транскрипции можно услышать в Москве и Верджинии, Колорадо Спрингс и Нижнем Новгороде; Торонто, Венеции, Архангельске и Ярославле; Вильнюсе, Екатеринбурге, Гонконге, Кройте и Кухмо, Одессе, Омске, Воронеже и Киеве… Если к этому добавить участие Леонид Гофман в тайваньском проекте «классическая музыка на классических итальянских инструментах»; курс лекций «Музыка великих мастеров, как музыкальный метод познания», прочитанный в Российском Государственном Гуманитарном Университете и «1000 лет русской культуры» в Университете Колорадо, мы получим впечатляющую «географию» деятельности композитора.
Особую благодарность международной музыкальной общественности Леонид Гофман заслужил за публикации работ своего учителя Филиппа Гершковича.
Музыке Гофмана свойственны лаконизм изложения и концентрированность мысли, структурное разнообразие и напряжённая цельность, непринуждённая смена характеров и эмоциональная насыщенность.
Музыку Леонида Гофмана исполняют такие интерпретаторы, как Михаил Вайман и Дина Йоффе, Юрий Полубелов и Светлана Савенко, Алексей Уткин, Илья Гофман, Влади Мендельсон, Игорь Волошин, Михаил Аркадьев, Игорь Кириченко, Павел Верников, Мурад Аннамамедов и другие. Сочинения композитора исполняют такие оркестры, как I Virtuosi Italiani, Viennese classics, «Эрмитаж», «Новая Россия», «София», Архангельский камерный, Воронежский и Ярославский симфонический оркестры.
Леонид Гофман — заслуженный деятель культуры и искусств СТС, кавалер ордена «Служение искусству». 27 июня 2005 года в Малом зале Московской консерватории состоялся юбилейный концерт композитора[значимость факта?].

### Семья
- Гофман, Илья Леонидович (1977) — сын, российский альтист и композитор[3].
- Гофман Светлана Владиленовна — жена, художник[4][5].[уточнить]

## Творчество

### Сочинения
- Камерная кантата «Армения» для меццо-сопрано, струнного квартета и фортепиано. https://www.youtube.com/watch?v=EsAmnBJ5yTc
- Drei Klavierstücke https://www.youtube.com/watch?v=1r2M1xlzbt8
- „2 Vocal Pieces“ https://www.youtube.com/watch?v=cJWKlj3idYs
- Variations for Piano https://www.youtube.com/watch?v=kXbhjyMUVxo
- „4 Symphonic pieces“ https://www.youtube.com/watch?v=A-duG1Xqrl0
- Sonata for Oboe & Strings Quintet https://www.youtube.com/watch?v=eJasHiG7J98
- „La folia moderna“ for Oboe & Strings orchestra https://www.youtube.com/watch?v=dt4W8ylSzMQ&
- Streichtrio https://www.youtube.com/watch?v=068kIAfdNmA
- Fünf kleine Stücke und Kanon für die Schlagzeug und Klavier https://www.youtube.com/watch?v=yZYQJ9G-J9U
- 4 Pieces for Voice, Viola and Piano „Танцующий лес“ на стихи Ивана Бунина, Владислава Ходасевича, Андрея Вознесенского, Осипа Мандельштама https://www.youtube.com/watch?v=-eB8G1piLwM
- Violinkonzert https://www.youtube.com/watch?v=SD2-8DCogq0
- Fantasie for Violin & Piano https://www.youtube.com/watch?v=gz6TdFQ-gSE
- 3 Stücke für Geige und Klavier https://www.youtube.com/watch?v=-ukIn1ewTRU
- Simphonie für Viola und Streichorchester https://www.youtube.com/watch?v=_fimpY3-uJw
- Epitáphios. In Memory of the 9/11 Victims. https://www.youtube.com/watch?v=qGIZSu9SYgk
- «Туркменистан — Взгляд из России» — пьеса для симфонического оркестра https://www.youtube.com/watch?v=kezvi0JVT7Q
- Камерная кантата «Медное зеркало» для сопрано, кларнета, струнного трио и ф-но на стихи И. Бунина https://www.youtube.com/watch?v=pB5aZ2LMa-g
- «Divertimento ebraico» for Violin solo, Cantor and Orchestra https://www.youtube.com/watch?v=whLzmLRDe2o https://www.youtube.com/watch?v=WvRMxISWJhM «Fantasy & Freilachs» for Violin solo and Orchestra https://www.youtube.com/watch?v=dZCoEQXC7BQ
- «The Angels of Chagall» for Violin solo and Orchestra https://www.youtube.com/watch?v=an9_1KiSZ9g
- 3 Vocal Pieces https://www.youtube.com/watch?v=kc9Boclotuc
- Klaviertrio https://www.youtube.com/watch?v=7wEs3bawY1c
- HaTikvah for Simphonic Orchestra  "The Hope" - National Anthem of Israel https://www.youtube.com/watch?v=1hQuwM0oKA8
- Аудиофильм «Не забывай…» для симфонического оркестра, хора и солистов на темы советских песен https://www.youtube.com/watch?v=cClYJbeLq1c&index=7
- «Война и мир» (военная музыка для симфонического оркестра) https://www.youtube.com/watch?v=j14yGXEvrMk&index=32
- Suite für Klavier https://www.youtube.com/watch?v=oXj-jctg23A Архивная копия от 17 сентября 2016 на Wayback Machine
- Choral variation for Piano https://www.youtube.com/watch?v=XbFWXBjwxAo
- "Цицернакаберд 24/04" для струнного оркестра. https://www.youtube.com/watch?v=Z7XDwDcZPq4
- Фантазия и фрейлехс: https://www.youtube.com/watch?v=dZCoEQXC7BQ

### Обработки (оркестровки)
- Берг, Альбан — Соната op. 1, Bearbeitung für Viola und Kammerorchester https://www.youtube.com/watch?v=6hstYoinLlY
- Брамс, Иоганнес — Три интермеццо, Bearbeitung für Viola und Streichorchester https://www.youtube.com/watch?v=1jYN6gObZsk
- Дебюсси, Клод — 3 Prelude for Oboe and Strings Orchestra
- Задерацкий, Всеволод Петрович — опера «Валенсианская вдова»
- Задерацкий В. П. — концерт для скрипки с оркестром
- Прокофьев, Сергей Сергеевич — «Сказки старой бабушки» для симфонического оркестра https://www.youtube.com/watch?v=zCPfuFN0Bko&index=23
- Прокофьев С. C. — «Сказки старой бабушки» для струнного оркестра
- Прокофьев С. C.  — Соната для струнных (соната № 1 для скрипки и ф-но)
- Прокофьев С. C.  — Детский альбом для гобоя и струнного оркестра
- Франк, Сезар — Sonata for Viola and String Orchestra
- Чайковский, Пётр Ильич — Времена года, транскрипция для струнного оркестра Январь, Февраль, Март, Апрель:  https://www.youtube.com/watch?v=PeMrQsjbIDI Май, Июнь, Июль, Август: https://www.youtube.com/watch?v=Kv9VEcaKTLg Сентябрь, Октябрь, Ноябрь, Декабрь: https://www.youtube.com/watch?v=k2Aqbf52ox8
- Шуман, Роберт — Fantasiestücke, Bearbeitung für Oboe und Streichorchester https://www.youtube.com/watch?v=5hVIvOQA2uQ
- Alexander von Zemlinsky — Serenade fur Violin und Streichorchester

### Переводы
- Кшенек, Эрнст. «Песни поздних лет» Архивная копия от 6 октября 2014 на Wayback Machine
- Кшенек, Эрнст. «Путешествие» Архивная копия от 6 октября 2014 на Wayback Machine
- Георге, Стефан. 15 стихотворений из «Книги висящих садов» Архивная копия от 6 октября 2014 на Wayback Machine
- Шёнберг, Арнольд. Современные течения и преподавание Архивная копия от 6 октября 2014 на Wayback Machine. Музыкальная академия, № 2. Москва, 1997.

### Музыка для театра и кино
- «14 стихотворий Цви Патласа»  Архивная копия от 13 октября 2016 на Wayback Machine
- Детские песенки на стихи Юнны Мориц:
  - «Ёжик резиновый»: https://www.youtube.com/watch?v=GbhSmBzSBUI,
  - «Разговаривают вещи»: https://www.youtube.com/watch?v=tWwykLjsXtA,
  - «Жёлтая кувшинка»: https://www.youtube.com/watch?v=-zIvBRomPJc,
  - «Попрыгать-поиграть»: https://www.youtube.com/watch?v=WSq2NVVn27I,
  - «Ах, в этом нет ничьей вины»: https://www.youtube.com/watch?v=ghEeVL3aMTg,
  - «Песня волшебника», поёт Эдуард Марцевич: https://www.youtube.com/watch?v=iqG87PWIn7c&index=7,
  - «Песня мошенника»: https://www.youtube.com/watch?v=HzHgq0gMI_s
- «Душа Победы» на стихи Владислава Ревского  Архивная копия от 12 августа 2017 на Wayback Machine
- «Лёгкий снег»
- «Памяти Андрея Краско»  Архивная копия от 17 июля 2020 на Wayback Machine
- Песни на стихи Юрия Юрченко: «Баллада»  Архивная копия от 24 сентября 2016 на Wayback Machine, 4 песни к пьесе «Иноходец и осёл» (по Сервантесу)
- Политические сатиры: «С московского кичмана»  Архивная копия от 22 сентября 2016 на Wayback Machine, «Мурка Магницкого»  Архивная копия от 10 апреля 2016 на Wayback Machine
- «Про собаку»
- Пьеса к кинофильму «Дождливое лето»  Архивная копия от 5 октября 2016 на Wayback Machine
- «Симфонические песни на стихи А. С. Пушкина» для баритона с симфоническим оркестром: «К Чаадаеву», «Зимняя дорога», «Я вас любил…», «Зимний вечер», «Признание», «Нет, я не дорожу…», «Вакхическая песня», «Шутливо-сатирическое…»  Архивная копия от 10 октября 2016 на Wayback Machine
- «Соловей на могиле» на стихи Владислава Ревского
- Сонет Шекспира № 117  Архивная копия от 13 апреля 2016 на Wayback Machine
- «Я вспоминаю о тебе»
- «Two tango» для симфонического оркестра: «Tango sentimentale»  Архивная копия от 1 октября 2016 на Wayback Machine, «Tango appassionato»  Архивная копия от 21 октября 2016 на Wayback Machine
- 2 фрагмента из сюиты "С одесского кичмана".